# Carrefour de la Croix de Berny
Le carrefour de la Croix de Berny, à Antony et officiellement appelé Place du Général-de-Gaulle, est situé à l'intersection de la route construite en 1549, reliant Paris à Orléans, passant par Antony, actuelle N20, et de la route royale, tracée au XVIIIe siècle, qui mène de Versailles à Choisy-le-Roi et dont l'A86 a repris le tracé.

## Situation et accès
À cet endroit se rencontrent :
- L'avenue Raymond-Aron ;
- L'avenue du Docteur-Ténine ;
- L'avenue Aristide-Briand ;

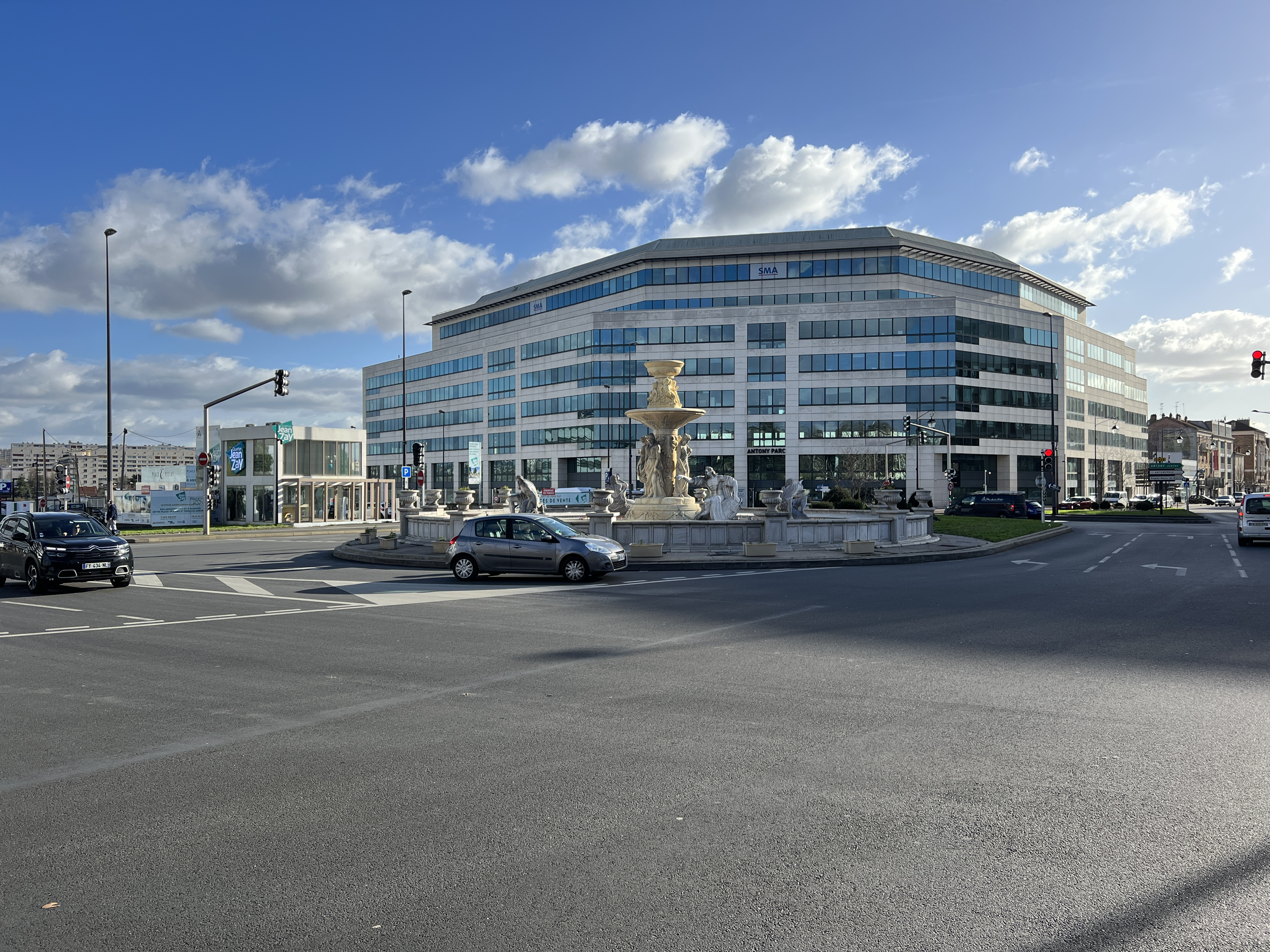
Vue de la place.

- L'avenue du Général-de-Gaulle, vers Châtenay-Malabry ;
- L'avenue du Parc-de-Sceaux ;

Sous la place, passe l'autoroute A86 par le tunnel d'Antony.

## Origine du nom

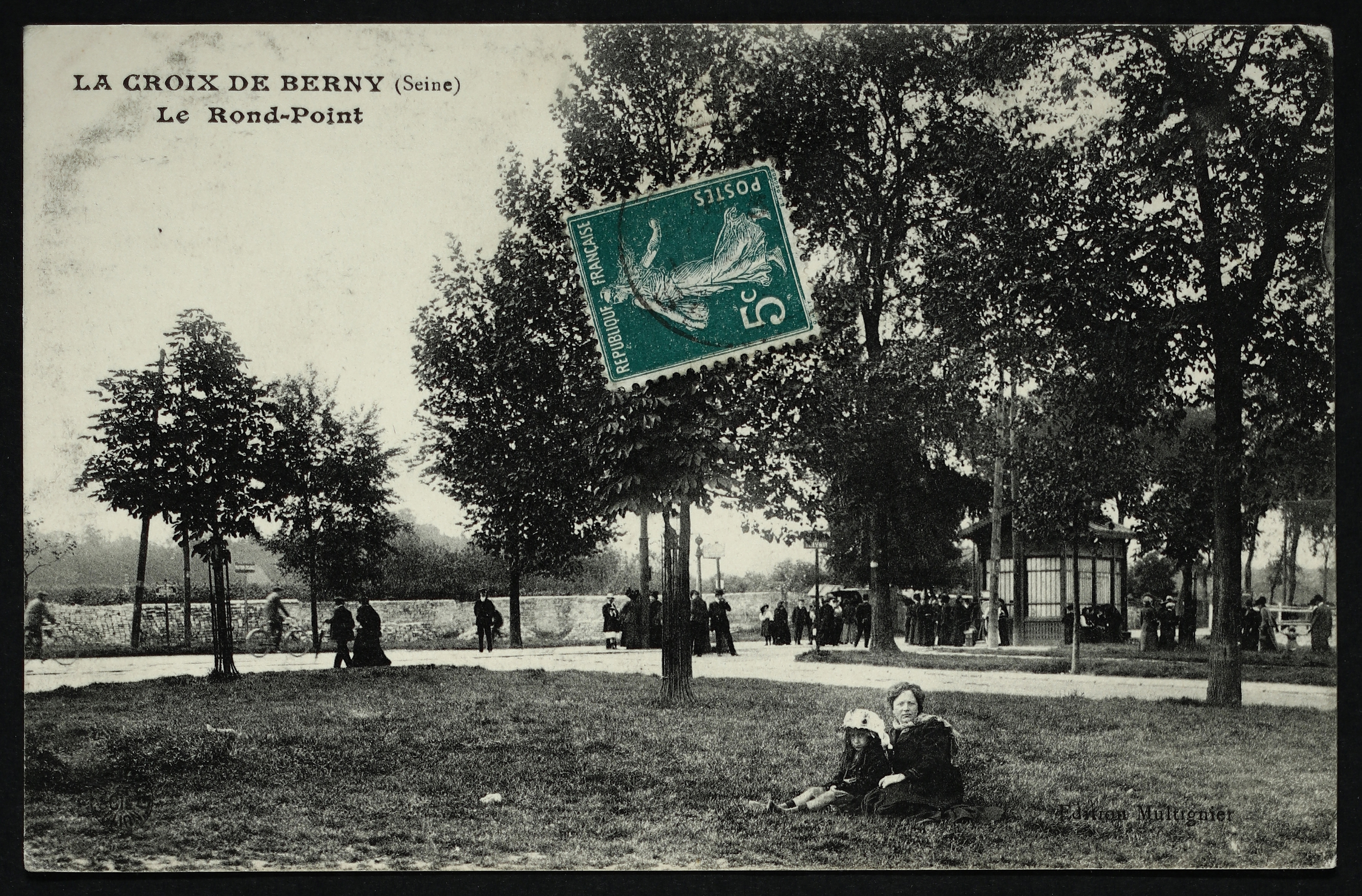
La Croix de Berny - le rond-point.

Le carrefour doit son nom à l'ancien château de Berny dont le parc s'étendait des bords de la Bièvre à Fresnes (rivière recouverte qui coule à l'emplacement de la rue du Barrage) jusqu'en bordure de la route royale de Paris à Orléans, et en raison du croisement de cette route avec celle de Versailles à Choisy-le-Roi.

## Historique
Le domaine du château de Berny fut vendu comme bien national à la Révolution, le château en partie détruit et son parc transformé en haras puis loti en 1905. La rue du Parc et la rue de l'Ancien-Château dans ce lotissement résidentiel conservent la mémoire de ce domaine disparu.
La Gare de La Croix de Berny est ouverte en 1854 à proximité sur l'embranchement de Bourg-la-Reine à Orsay de la ligne de Sceaux créé à cette époque.
Le carrefour est traversé en 1893 par l'Arpajonnais, ligne parcourue par des trains transportant les fruits et les légumes produits dans la banlieue sud (aux alentours d'Arpajon d'où son nom) vers les Halles de Paris. En 1899, la ligne est électrifiée de Paris à Antony pour une desserte de la banlieue par tramway cohabitant avec les trains de marchandises à vapeur de Paris à Arpajon. La ligne fermée en 1937 est remplacée par des autobus. Par la suite, on perce un tunnel d'abord de deux voies, puis trois. À cette époque, l'endroit a perdu de son importance, compensée par la présence d'un relais de poste aux chevaux.
En 2000, il a été orné en son centre, d'une fontaine de 20 mètres de diamètre, évoquant la mythologie gréco-romaine. Elle est surmontée d'une vasque de sept tonnes et de 3,5 mètres de diamètre.

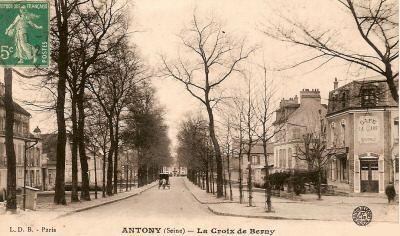
CP-La Croix de Berny en 1912.